# Deskle
Deskle je naselje v Posočju, ki spada pod občino Kanal ob Soči.
Leži na levem bregu reke Soče pod strmimi pobočji Banjške planote. Nad Desklami je velik kamnolom apnenega laporja, surovine za izdelavo cementa. Deskle obsegajo še osem bližnjih zaselkov.

## NOB
V Desklah sta bili med drugo svetovno vojno najprej italijanska, nato pa nemška postojanka, ki je varovala železniško progo. V noči na 15. julij 1944 je postojanko napadla enota 30. divizije, ki ji je uspelo uničiti bunker in tovorno žičnico v kamnolomu.